# 隆格伊圣玛丽
隆格伊圣玛丽（法語：Longueil-Sainte-Marie，法語發音：[lɔ̃ɡœj sɛ̃t maʁi]）是法国瓦兹省的一个市镇，属于贡比涅区。

## 地理
隆格伊圣玛丽（49°21'24"N, 2°43'4"E）面积17 平方千米，位于法国上法蘭西大區瓦兹省，该省份为法国北部内陆省份，北起索姆省，西接厄尔省和滨海塞纳省，南至塞纳-马恩省和瓦兹河谷省，东临埃纳省。
与隆格伊圣玛丽接壤的市镇（或旧市镇、城区）包括：康利、舍夫里耶尔、勒法耶勒、乌当库尔、容基耶尔、勒默、蓬潘、吕伊、里沃库尔、韦尔伯里。

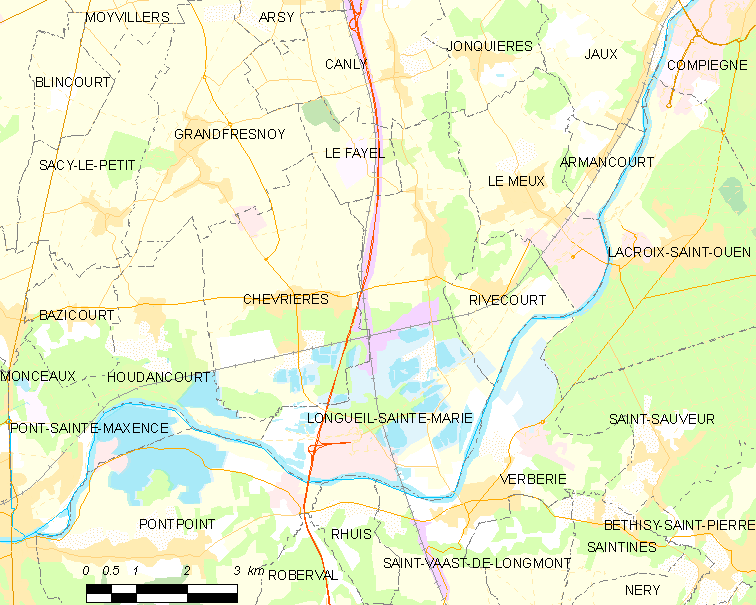
隆格伊圣玛丽的OSM定位图

隆格伊圣玛丽的时区为UTC+01:00、UTC+02:00（夏令时）。

## 行政
隆格伊圣玛丽的邮政编码为60126，INSEE市镇编码为60369。

## 政治
隆格伊圣玛丽所属的省级选区为埃斯特雷圣但尼县。

## 人口

1962-2008年间隆格伊圣玛丽人口变化图示

隆格伊圣玛丽于2022年1月1日时的人口数量为1952人。